# Salată de vinete

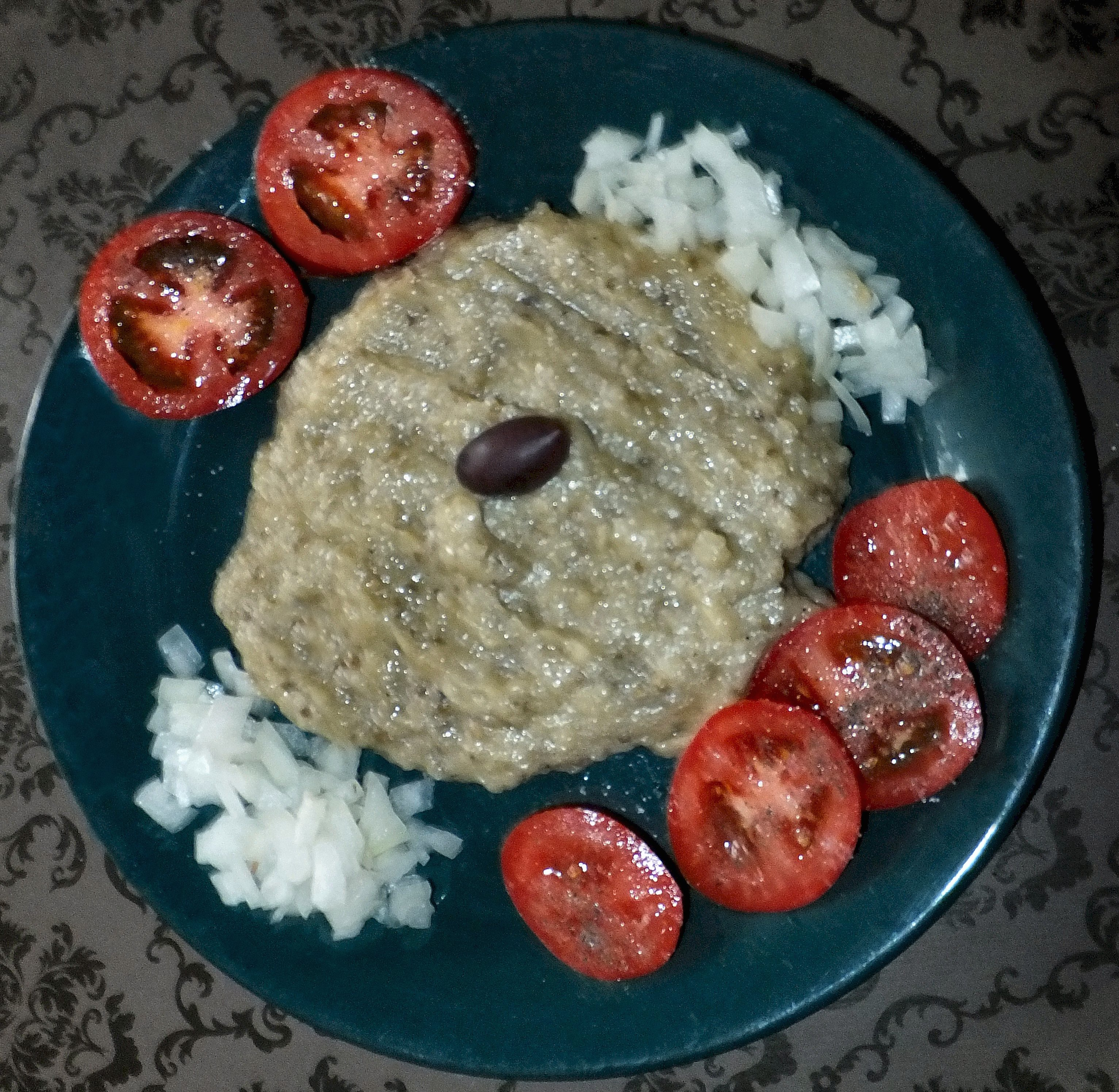
Salată de vinete

Salata de vinete (deutsch Auberginensalat) ist ein traditionelles rumänisches Mus aus gebratenen Auberginen.
Die Eierfrüchte (Melanzani, Auberginen) werden gegrillt oder im Backofen gebacken, bis sie gar sind. Die schwarze Schale wird abgezogen und der Strunk entfernt. Das Fruchtfleisch wird sehr fein gehackt, mit Zitronensaft, Salz und schwarzem Pfeffer abgeschmeckt. Danach wird es, wie bei einer Mayonnaise, mit Pflanzenöl aufgeschlagen. Dabei kein natives (kaltgepresstes) Olivenöl verwenden.
Der Auberginensalat wird üblicherweise mit Tomatenscheiben und fein gewürfelten Zwiebeln angerichtet, wobei häufig auch noch Telemea und gegrillte Paprika dazu gereicht werden. Manchmal werden auch Mujdei untergemengt.
In neuerer Zeit wird der Salat häufig auch noch mit Mayonnaise vermischt, was jedoch energiereicher und dem Auberginengeschmack abträglich ist.
Das Gericht wird als Vorspeise mit Weißbrotscheiben serviert.